# Dracograllus chiloensis
Dracograllus chiloensis is een rondwormensoort uit de familie van de Draconematidae. De wetenschappelijke naam van de soort is voor het eerst geldig gepubliceerd in 1980 door Clasing.